# Cantharoctonus canadensis
Cantharoctonus canadensis är en stekelart som beskrevs av Mason 1968. Cantharoctonus canadensis ingår i släktet Cantharoctonus och familjen bracksteklar. Inga underarter finns listade.